# Cumalıkızık
Cumalıkızık je vesnice v Turecku, ležící na úpatí hory Uludağ v provincii Bursa. V roce 2014 byla zapsána na seznam Světového dědictví pro zachovalou původní architekturu. Založili ji ve 13. století Oghuzové, byla spravována vakfem z Bursy. Zachoval se zde původní venkovský styl života včetně tradiční turecké kuchyně.
Areál chráněný UNESCO má rozlohu 8 646 hektarů a ochranná zóna kolem něj zaujímá 191 917 hektarů. Nachází se zde 270 starobylých domů ze dřeva a vepřovic (z toho 180 je stále obýváno), mešita, veřejná lázeň a fontána, ulice jsou dlážděny kamením. Nedaleko vesnice byly roku 1969 objeveny trosky kostela postaveného Byzantinci. Cumalıkızık má etnografické muzeum a každoročně v červnu se zde koná festival malin. Vesnice bývá často využívána filmaři.